# استان‌های بلژیک

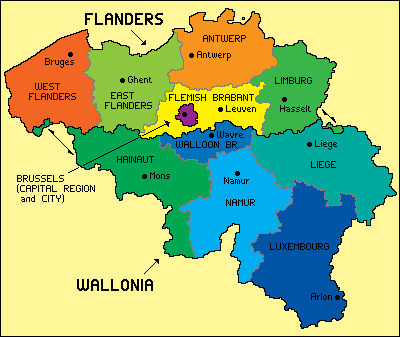

استان‌های بلژیک
1. استان انو

1. استان فلومیش بربان

1. استان آنتورپ

1. فلاندر شرقی

1. فلاندر غربی

1. استان اوئلون بربان

1. استان لمبورگ
2. استان لوکزامبورگ
3. استان لیژ
4. استان نمور